# Puchar Narodów Afryki 2019 (kwalifikacje)
W eliminacjach do Pucharu Narodów Afryki 2019 wzięło udział 51 afrykańskich reprezentacji państwowych. W kwalifikacjach uczestniczyła reprezentacja Kamerunu, która miała posiadać pewne miejsce w fazie grupowej jako gospodarz turnieju Puchar Narodów Afryki 2019, jednak prawa do organizacji turnieju zostały jej odebrane. Nowy gospodarz, Egipt, miał już zapewniony awans punktowy, w momencie wyboru.

## Zasady
Losowanie kwalifikacji odbyło się 12 stycznia 2017 roku w Libreville.
Ze względu na wycofanie się Maroka z organizacji pucharu w 2015, reprezentacja tego kraju była pierwotnie wykluczona przez CAF z turniejów w 2017 i 2019 roku; zakaz został anulowany przez Trybunał Arbitrażowy do spraw Sportu, co oznacza, że Maroko weźmie udział w eliminacjach.
Ze względu na wycofanie się Czadu podczas eliminacji do Pucharu Narodów Afryki 2017, Czad został zdyskwalifikowany z udziału w PNA 2019.

## Uczestnicy
Lista reprezentacji biorąca udział w kwalifikacjach:
| Koszyk nr 1 | Koszyk nr 2 | Koszyk nr 3 | Koszyk nr 4 | Koszyk nr 5 |
| --- | --- | --- | --- | --- |
| 1. Wybrzeże Kości Słoniowej (63,5 pkt) 2. Ghana (56,5 pkt) 3. Nigeria (44,5 pkt) 4. Algieria (43,5 pkt) 5. Tunezja (34,5 pkt) 6. Mali (33,5 pkt) 7. Burkina Faso (33,5 pkt) 8. Demokratyczna Republika Konga (29,5 pkt) 9. Kamerun (29 pkt) 10. Zambia (26,5 pkt) 11. Republika Zielonego Przylądka (26,5 pkt) 12. Senegal (24 pkt) | 1. Gabon (22 pkt) 2. Gwinea (22 pkt) 3. Kongo (21,5 pkt) 4. Gwinea Równikowa (21 pkt) 5. Południowa Afryka (20 pkt) 6. Maroko (18,5 pkt) 7. Egipt (15,5 pkt) 8. Etiopia (15,5 pkt) 9. Togo (15,5 pkt) 10. Angola (13,5 pkt) 11. Uganda (12 pkt) 12. Mozambik (11 pkt) | 1. Zimbabwe (10 pkt) 2. Libia (10 pkt) 3. Botswana (9 pkt) 4. Niger (8,5 pkt) 5. Benin (8,5 pkt) 6. Gwinea Bissau (8,5 pkt) 7. Malawi (8 pkt) 8. Sudan (8 pkt) 9. Sierra Leone (8 pkt) 10. Republika Środkowoafrykańska (8 pkt) 11. Tanzania (6,5 pkt) 12. Burundi (6,5 pkt) | 1. Mauretania (6 pkt) 2. Eswatini (6 pkt) 3. Liberia (6 pkt) 4. Namibia (5,5 pkt) 5. Rwanda (5,5 pkt) 6. Lesotho (5 pkt) 7. Kenia (4,5 pkt) 8. Sierra Leone (4,5 pkt) 9. Gambia (3,5 pkt) | 1. Madagaskar (2,5 pkt) 2. Wyspy Świętego Tomasza i Książęca (2,5 pkt) 3. Sudan Południowy (2 pkt) 4. Komory (2 pkt) 5. Dżibuti (2 pkt) 6. Mauritius (2 pkt) |

Pogrubioną czcionką oznaczono drużyny, które wywalczyły awans do turnieju.
W eliminacjach nie biorą udziału reprezentacje  Czadu,  Erytrei i  Somalii. W trakcie eliminacji zdyskwalifikowana drużyna  Sierra Leone.

## Terminarz rozgrywek
Pierwotny terminarz zakładał rozegranie drugiej kolejki w marcu 2018, jednak na prośbę zespołów zakwalifikowanych do Mistrzostw Świata w Rosji została ona przeniesiona na jesień 2018 roku.
| Runda              | Kolejka         | Oryginalny Termin      | Nowy Termin            |
| ------------------ | --------------- | ---------------------- | ---------------------- |
| Runda eliminacyjna | Pierwsze mecze  | 22 marca 2017          | 22 marca 2017          |
| Runda eliminacyjna | Rewanżowe mecze | 28 marca 2017          | 28 marca 2017          |
| Faza Grupowa       | 1 Kolejka       | 5–13 czerwca 2017      | 5–13 czerwca 2017      |
| Faza Grupowa       | 2 Kolejka       | 19–27 marca 2018       | 3–11 września 2018     |
| Faza Grupowa       | 3 Kolejka       | 3–11 września 2018     | 8–16 października 2018 |
| Faza Grupowa       | 4 Kolejka       | 3–11 września 2018     | 8–16 października 2018 |
| Faza Grupowa       | 5 Kolejka       | 8–16 października 2018 | 12–20 listopada 2018   |
| Faza Grupowa       | 6 Kolejka       | 5–13 listopada 2018    | 18–26 marca 2019       |

## Faza eliminacyjna
W tej fazie eliminacji mecze będą rozgrywane systemem mecz i rewanż. Losowanie pierwszej rundy odbyło się w dniu 12 stycznia 2017 r. w Libreville. Sześć drużyn z piątego koszyka zagrają w tej rundzie. Zwycięzcy dwumeczu awansują do fazy grupowej.
| Drużyna 1                            | Wynik dwumeczu | Drużyna 2        | Pierwszy mecz | Drugi mecz |
| ------------------------------------ | -------------- | ---------------- | ------------- | ---------- |
| Wyspy Świętego Tomasza i Książęca    | 2:4            | Madagaskar       | 0:1           | 2:3        |
| Komory                               | 3:1            | Mauritius        | 2:0           | 1:1        |
| Dżibuti                              | 2:6            | Sudan Południowy | 2:0           | 0:6        |
| Po lewej gospodarz pierwszego meczu. |                |                  |               |            |

| 22 marca 2017 16:30 CET | Wyspy Świętego Tomasza i Książęca | 0:1(0:0)Raport | Madagaskar · 68' (sam.) Diogo | Estádio Nacional 12 de Julho, São Tomé Sędzia: Gauthier Marc Mihindou Mbina |
|                         |                                   |                |                               |                                                                             |

| 26 marca 2017 13:30 CET | Madagaskar · Voavy 1', 17' · Andriamahitsinoro 80' | 3:2(2:1)Raport | Wyspy Świętego Tomasza i Książęca · 28' Soares · 84' Zé | Stade Municipal de Mahamasina, Antananarywa Sędzia: Ahmad Imtehaz Heeralall |
|                         |                                                    |                |                                                         |                                                                             |

- Madagaskar wygrał w dwumeczu 4-2 i awansował do fazy grupowej.

| 13 marca 2017 13:00 CET | Komory · Youssouf 69' · Alhadhur 77' | 2:0(0:0)Raport | Mauritius | Stade Mohamed Said Cheikh, Mitsamiouli Sędzia: Martin Elifhas Saanya |
|                         |                                      |                |           |                                                                      |

| 28 marca 2017 16:00 CET | Mauritius · St Martin 45+1' | 1:1(1:1)Raport | Komory · 7' Ben Nabouhane | Stade Anjalay, Belle Vue Maurel Sędzia: Nelson Fred |
|                         |                             |                |                           |                                                     |

- Komory wygrały w dwumeczu 3-1 i awansowały do fazy grupowej.

| 22 marca 2017 17:00 CET | Dżibuti · Idleh 56' · Breik 65' | 2:0(0:0)Raport | Sudan Południowy | Stade du Ville, Dżibuti Sędzia: Zekarias Girma Fega |
|                         |                                 |                |                  |                                                     |

| 28 marca 2017 16:30 CET | Sudan Południowy · Lopidia 11' · Moga 21', 27' · Abui 44' · Thomas 62' · Khamis 78' | 6:0(4:0)Raport | Dżibuti | Juba Stadium, Dżuba Sędzia: Jean Claude Ishimwe |
|                         |                                                                                     |                |         |                                                 |

- Sudan Południowy wygrał w dwumeczu 6-2 i awansował do fazy grupowej.

## Faza grupowa
Losowanie fazy grupowej odbyło się w dniu 12 stycznia 2017 r. w Libreville. 45 drużyn z koszyków 1-4 i trzech zwycięzców pierwszej rundy zagra w tym etapie. 48 zespołów zostało podzielonych na dwanaście grup, po cztery reprezentacje w każdej. Każda grupa będzie rozgrywać mecze systemem mecz i rewanż oraz każdy z każdym. Zwycięzcy każdej grupy, a także drużyny z drugich miejsc kwalifikują się do finałów. Wyjątek stanowi grupa J w której awans uzyskała jedynie najwyżej sklasyfikowana drużyna (oprócz Egiptu, który miał zapewniony awans jako gospodarz).
Legenda:
- Msc. – miejsce,
- M – liczba rozegranych meczów,
- W – mecze wygrane,
- R – mecze zremisowane,
- P – mecze przegrane,
- Br+ – bramki zdobyte,
- Br− – bramki stracone,
- Pkt. – punkty (3 za zwycięstwo, 1 za remis, 0 za porażkę)

W przypadku gdy dwie lub więcej drużyn uzyskają tę samą liczbę punktów, o awansie decydują kolejno kryteria określone przez CAF:
Gdy dokładnie dwie drużyny mają tyle samo punktów, o awansie decyduje:
1. Liczba punktów zdobytych przez drużyny w bezpośrednich spotkaniach między nimi;
2. Bilans bramek obu drużyn w meczach między zainteresowanymi zespołami;
3. Liczba bramek drużyn w bezpośrednich starciach;
4. Bilans bramek obu drużyn we wszystkich spotkaniach grupowych;
5. Liczba strzelonych bramek we wszystkich meczach w grupie;
6. Losowanie

Gdy więcej niż dwie drużyny mają tyle samo punktów, o awansie decyduje:
1. Liczba punktów zdobytych przez drużyny w bezpośrednich meczach rozegranych między nimi;
2. Bilans bramek drużyn z uwzględnieniem meczów, które rozegrały one między sobą;
3. Liczba zdobytych bramek przez drużyny w spotkaniach między nimi;
4. Liczba bramek strzelonych w meczach wyjazdowych rozegranych między nimi;
5. Jeżeli po rozpatrzeniu punktów 1-4 dwie drużyny ciągle zajmują ex-aequo jedno miejsce, punkty 1) do 4) rozpatruje się ponownie dla tych dwóch drużyn, aby ostatecznie ustalić ich pozycje w grupie. Jeśli ta procedura nie wyłoni zwycięzcy, stosuje się po kolei punkty od 6 do 9;
6. Bilans bramek obu drużyn, z uwzględnieniem wszystkich meczów w grupie;
7. Liczba strzelonych bramek we wszystkich meczach w grupie;
8. Liczba bramek strzelonych we wszystkich meczach wyjazdowych;
9. Losowanie

### Grupa A
| Msc. | Zespół           | M | W | R | P | Br+ | Br- | +/- | Pkt |
| ---- | ---------------- | - | - | - | - | --- | --- | --- | --- |
| 1    | Senegal          | 6 | 5 | 1 | 0 | 12  | 2   | +10 | 16  |
| 2    | Madagaskar       | 6 | 3 | 1 | 2 | 8   | 8   | 0   | 10  |
| 3    | Gwinea Równikowa | 6 | 2 | 0 | 4 | 5   | 7   | -2  | 6   |
| 4    | Sudan            | 6 | 1 | 0 | 5 | 5   | 13  | -8  | 3   |

|                  | Senegal | Madagaskar | Sudan | Gwinea Równikowa |
| ---------------- | ------- | ---------- | ----- | ---------------- |
| Senegal          | X       | 2:0        | 3:0   | 3:0              |
| Madagaskar       | 2:2     | X          | 1:3   | 1:0              |
| Sudan            | 0:1     | 1:3        | X     | 1:4              |
| Gwinea Równikowa | 0:1     | 0:1        | 1:0   | X                |

### Grupa B
| Msc. | Zespół  | M | W | R | P | Br+ | Br- | +/- | Pkt |
| ---- | ------- | - | - | - | - | --- | --- | --- | --- |
| 1    | Maroko  | 6 | 3 | 2 | 1 | 8   | 3   | +5  | 11  |
| 2    | Kamerun | 6 | 3 | 2 | 1 | 6   | 3   | +3  | 11  |
| 3    | Malawi  | 6 | 1 | 2 | 3 | 2   | 6   | -4  | 5   |
| 4    | Komory  | 6 | 1 | 2 | 3 | 5   | 9   | -4  | 5   |

|         | Kamerun | Malawi | Maroko | Komory |
| ------- | ------- | ------ | ------ | ------ |
| Kamerun | X       | 1:0    | 1:0    | 3:0    |
| Malawi  | 0:0     | X      | 0:0    | 1:0    |
| Maroko  | 2:0     | 3:0    | X      | 1:0    |
| Komory  | 1:1     | 2:1    | 2:2    | X      |

### Grupa C
| Msc. | Zespół           | M | W | R | P | Br+ | Br- | +/- | Pkt |
| ---- | ---------------- | - | - | - | - | --- | --- | --- | --- |
| 1    | Mali             | 6 | 4 | 2 | 0 | 10  | 2   | +8  | 14  |
| 2    | Burundi          | 6 | 2 | 4 | 0 | 11  | 5   | +6  | 10  |
| 3    | Gabon            | 6 | 2 | 2 | 2 | 7   | 5   | +2  | 8   |
| 4    | Sudan Południowy | 6 | 0 | 0 | 6 | 2   | 18  | -16 | 0   |

|                  | Burundi | Mali | Gabon | Sudan Południowy |
| ---------------- | ------- | ---- | ----- | ---------------- |
| Burundi          | X       | 1:1  | 1:1   | 3:0              |
| Mali             | 0:0     | X    | 2:1   | 3:0              |
| Gabon            | 1:1     | 0:1  | X     | 3:0              |
| Sudan Południowy | 2:5     | 0:3  | 0:1   | X                |

### Grupa D
| Msc. | Zespół   | M | W | R | P | Br+ | Br- | +/- | Pkt |
| ---- | -------- | - | - | - | - | --- | --- | --- | --- |
| 1    | Algieria | 6 | 3 | 2 | 1 | 9   | 4   | +5  | 11  |
| 2    | Benin    | 6 | 3 | 1 | 2 | 5   | 6   | -1  | 10  |
| 3    | Gambia   | 6 | 1 | 3 | 2 | 6   | 6   | 0   | 6   |
| 4    | Togo     | 6 | 1 | 2 | 3 | 4   | 8   | -4  | 5   |

|          | Algieria | Benin | Togo | Gambia |
| -------- | -------- | ----- | ---- | ------ |
| Algieria | X        | 2:0   | 1:1  | 1:0    |
| Benin    | 1:0      | X     | 1:0  | 2:1    |
| Togo     | 1:4      | 0:0   | X    | 1:1    |
| Gambia   | 1:1      | 3:1   | 0:1  | X      |

### Grupa E
| Msc. | Zespół            | M | W | R | P | Br+ | Br- | +/- | Pkt |
| ---- | ----------------- | - | - | - | - | --- | --- | --- | --- |
| 1    | Nigeria           | 6 | 4 | 1 | 1 | 14  | 6   | +8  | 13  |
| 2    | Południowa Afryka | 6 | 3 | 3 | 0 | 11  | 2   | +9  | 12  |
| 3    | Libia             | 6 | 2 | 1 | 3 | 16  | 11  | +5  | 7   |
| 4    | Seszele           | 6 | 0 | 1 | 5 | 3   | 24  | -22 | 1   |

|                   | Libia | Południowa Afryka | Nigeria | Seszele |
| ----------------- | ----- | ----------------- | ------- | ------- |
| Libia             | X     | 1:2               | 2:3     | 5:1     |
| Południowa Afryka | 0:0   | X                 | 1:1     | 6:0     |
| Nigeria           | 4:0   | 0:2               | X       | 3:1     |
| Seszele           | 1:8   | 0:0               | 0:3     | X       |

### Grupa F
| Msc. | Zespół             | M | W | R | P | Br+ | Br- | +/- | Pkt |
| ---- | ------------------ | - | - | - | - | --- | --- | --- | --- |
| 1    | Ghana              | 4 | 3 | 0 | 1 | 8   | 1   | +7  | 9   |
| 2    | Kenia              | 4 | 2 | 1 | 1 | 4   | 1   | +3  | 7   |
| 3    | Etiopia            | 4 | 0 | 1 | 3 | 0   | 10  | -10 | 1   |
| 4    | Sierra Leone (DSQ) | 0 | 0 | 0 | 0 | 0   | 0   | 0   | 0   |

|         | Ghana | Kenia | Etiopia |
| ------- | ----- | ----- | ------- |
| Ghana   | X     | 1:0   | 5:0     |
| Kenia   | 1:0   | X     | 3:0     |
| Etiopia | 0:2   | 0:0   | X       |

### Grupa G
| Msc. | Zespół                        | M | W | R | P | Br+ | Br- | +/- | Pkt |
| ---- | ----------------------------- | - | - | - | - | --- | --- | --- | --- |
| 1    | Zimbabwe                      | 6 | 3 | 2 | 1 | 9   | 4   | +5  | 11  |
| 2    | Demokratyczna Republika Konga | 6 | 2 | 3 | 1 | 8   | 6   | +2  | 9   |
| 3    | Liberia                       | 6 | 2 | 1 | 3 | 5   | 9   | -4  | 7   |
| 4    | Kongo                         | 6 | 1 | 2 | 3 | 7   | 10  | -3  | 5   |

|                               | Zimbabwe | Demokratyczna Republika Konga | Kongo | Liberia |
| ----------------------------- | -------- | ----------------------------- | ----- | ------- |
| Zimbabwe                      | X        | 1:1                           | 2:0   | 3:0     |
| Demokratyczna Republika Konga | 1:2      | X                             | 3:1   | 1:0     |
| Kongo                         | 1:1      | 1:1                           | X     | 3:1     |
| Liberia                       | 1:0      | 1:1                           | 2:1   | X       |

### Grupa H
| Msc. | Zespół                       | M | W | R | P | Br+ | Br- | +/- | Pkt |
| ---- | ---------------------------- | - | - | - | - | --- | --- | --- | --- |
| 1    | Gwinea                       | 6 | 3 | 3 | 0 | 8   | 4   | +4  | 12  |
| 2    | Wybrzeże Kości Słoniowej     | 6 | 3 | 2 | 1 | 12  | 5   | +7  | 11  |
| 3    | Republika Środkowoafrykańska | 6 | 1 | 3 | 2 | 4   | 8   | -4  | 6   |
| 4    | Rwanda                       | 6 | 0 | 2 | 4 | 5   | 12  | -7  | 2   |

|                              | Gwinea | Republika Środkowoafrykańska | Rwanda | Wybrzeże Kości Słoniowej |
| ---------------------------- | ------ | ---------------------------- | ------ | ------------------------ |
| Gwinea                       | X      | 1:0                          | 2:0    | 1:1                      |
| Republika Środkowoafrykańska | 0:0    | X                            | 2:1    | 0:0                      |
| Rwanda                       | 1:1    | 2:2                          | X      | 1:2                      |
| Wybrzeże Kości Słoniowej     | 2:3    | 4:0                          | 3:0    | X                        |

### Grupa I
| Msc. | Zespół       | M | W | R | P | Br+ | Br- | +/- | Pkt |
| ---- | ------------ | - | - | - | - | --- | --- | --- | --- |
| 1    | Angola       | 6 | 4 | 0 | 2 | 9   | 6   | +3  | 12  |
| 2    | Mauretania   | 6 | 4 | 0 | 2 | 7   | 6   | +1  | 12  |
| 3    | Burkina Faso | 6 | 3 | 1 | 2 | 8   | 5   | +3  | 10  |
| 4    | Botswana     | 6 | 0 | 1 | 5 | 1   | 8   | -7  | 1   |

|              | Burkina Faso | Mauretania | Botswana | Angola |
| ------------ | ------------ | ---------- | -------- | ------ |
| Burkina Faso | X            | 1:0        | 3:0      | 3:1    |
| Mauretania   | 2:0          | X          | 2:1      | 1:0    |
| Botswana     | 0:0          | 0:1        | X        | 0:1    |
| Angola       | 2:1          | 4:1        | 1:0      | X      |

### Grupa J
| Msc. | Zespół   | M | W | R | P | Br+ | Br- | +/- | Pkt |
| ---- | -------- | - | - | - | - | --- | --- | --- | --- |
| 1    | Tunezja  | 6 | 5 | 0 | 1 | 12  | 4   | +8  | 15  |
| 2    | Egipt    | 6 | 4 | 1 | 1 | 16  | 5   | +11 | 13  |
| 3    | Niger    | 6 | 1 | 2 | 3 | 4   | 11  | -7  | 5   |
| 4    | Eswatini | 6 | 0 | 1 | 5 | 2   | 14  | -12 | 1   |

|          | Tunezja | Niger | Eswatini | Egipt |
| -------- | ------- | ----- | -------- | ----- |
| Tunezja  | X       | 1:0   | 4:0      | 1:0   |
| Niger    | 1:2     | X     | 0:0      | 1:1   |
| Eswatini | 0:2     | 1:2   | X        | 0:2   |
| Egipt    | 3:2     | 6:0   | 4:1      | X     |

### Grupa K
| Msc. | Zespół        | M | W | R | P | Br+ | Br- | +/- | Pkt |
| ---- | ------------- | - | - | - | - | --- | --- | --- | --- |
| 1    | Gwinea Bissau | 6 | 2 | 3 | 1 | 8   | 7   | +1  | 9   |
| 2    | Namibia       | 6 | 2 | 2 | 2 | 5   | 8   | -3  | 8   |
| 3    | Mozambik      | 6 | 2 | 2 | 2 | 7   | 7   | 0   | 8   |
| 4    | Zambia        | 6 | 2 | 1 | 3 | 8   | 7   | +1  | 7   |

|               | Gwinea Bissau | Mozambik | Namibia | Zambia |
| ------------- | ------------- | -------- | ------- | ------ |
| Gwinea Bissau | X             | 2:2      | 1:0     | 2:1    |
| Mozambik      | 2:2           | X        | 1:2     | 1:0    |
| Namibia       | 0:0           | 1:0      | X       | 1:1    |
| Zambia        | 2:1           | 0:1      | 4:1     | X      |

### Grupa L
| Msc. | Zespół                        | M | W | R | P | Br+ | Br- | +/- | Pkt |
| ---- | ----------------------------- | - | - | - | - | --- | --- | --- | --- |
| 1    | Uganda                        | 6 | 4 | 1 | 2 | 7   | 3   | +4  | 13  |
| 2    | Tanzania                      | 6 | 2 | 2 | 2 | 6   | 5   | +1  | 8   |
| 3    | Lesotho                       | 6 | 1 | 3 | 2 | 3   | 7   | -4  | 6   |
| 4    | Republika Zielonego Przylądka | 6 | 1 | 2 | 3 | 4   | 5   | -1  | 5   |

|                               | Uganda | Lesotho | Tanzania | Republika Zielonego Przylądka |
| ----------------------------- | ------ | ------- | -------- | ----------------------------- |
| Uganda                        | X      | 3:0     | 0:0      | 1:0                           |
| Lesotho                       | 0:2    | X       | 1:0      | 1:1                           |
| Tanzania                      | 3:0    | 1:1     | X        | 2:0                           |
| Republika Zielonego Przylądka | 0:1    | 0:0     | 3:0      | X                             |

## Strzelcy

### 7 goli
- Odion Ighalo

### 6 goli
- Fiston Abdul Razak

### 5 goli
- El Fardou Ben Nabouhane
- Knowledge Musona

### 4 gole
- Mateus
- Mohamed Salah
- Mohamed Anis Saltou
- Naïm Sliti
- Percy Tau

### 3 gole
- Baghdad Bounedjah
- Gelson
- Cédric Amissi
- Cédric Bakambu
- Thievy Bifouma
- Trézéguet
- Frédéric Mendy
- Emilio Nsue
- William Jebor
- Ahmad Benali
- Carolus Andriamahitsinoro
- Faneva Imà Andriatsima
- Paulin Voavy
- Hakim Ziyech
- Ismaël Diakité
- M’Baye Niang
- Jacques Tuyisenge
- Farouk Miya
- Justin Shonga
- Khama Billiat

### 2 gole
- Riyad Mahrez
- Steve Mounié
- Aristide Bancé
- Bertrand Traoré
- Marwan Mohsen
- Denis Bouanga
- Assan Ceesay
- Jordan Ayew
- Raphael Dwamena
- François Kamano
- Piqueti
- Éric Maxim Choupo-Moting
- Michael Olunga
- Prince Ibara
- Hamdou Elhouni
- Mohamed Zubya
- Kalifa Coulibaly
- Adama Traoré
- Youssef En-Nesyri
- Stanley Ratifo
- Reginaldo
- Peter Shalulile
- Victorien Adebayor
- Ahmed Musa
- Lebo Mothiba
- Gomes
- Idrissa Gueye
- Moussa Sow
- Dominic Abui
- James Joseph Saeed Moga
- Simon Msuva
- Mbwana Samatta
- Firas Chaouat
- Taha Yassine Khenissi
- Yassine Meriah
- Emmanuel Okwi
- Eric Bailly
- Maxwel Cornet
- Seydou Doumbia
- Jonathan Kodjia
- Augustine Mulenga

### 1 gol
- Djalma Campos
- Wilson Eduardo
- Mehdi Abeid
- Youcef Atal
- Ramy Bensebaini
- Sofiane Hanni
- Sessi D'Almeida
- David Djigla
- Stéphane Sessègnon
- Keeagile Kobe
- Issoufou Dayo
- Banou Diawara
- Jonathan Pitroipa
- Abdou Razack Traoré
- Saido Berahino
- Gaël Duhayindavyi
- Yannick Bolasie
- Meschak Elia
- Kabongo Kasongo
- Chancel Mbemba Mangulu
- Mohamed Salem Breik
- Hamza Abdi Idleh
- Ayman Ashraf
- Ahmed El-Mohamadi
- Baher El-Mohamadi
- Mohamed Elneny
- Ahmad Hidżazi
- Salah Mohsen
- Amr Warda
- Getaneh Kebede
- Aaron Appindangoyé
- Pierre-Emerick Aubameyang
- André Biyogo Poko
- Mamadou Danso
- Ablie Jallow
- Lamin Jallow
- Bubacarr Jobe
- John Boye
- Caleb Ekuban
- Asamoah Gyan
- Ebenezer Ofori
- Ibrahima Cissé
- Sadio Diallo
- José Kanté
- Naby Keïta
- Seydouba Soumah
- Mohamed Yattara
- Carlos Embaló
- Edigeison Gomes
- Toni Silva
- Pablo Ganet
- Pedro Obiang
- Vincent Aboubakar
- Henri Bandeken
- Christian Bassogog
- Clinton N’Jie
- Eric Johana Omondi
- Victor Wanyama
- Chaker Alhadhur
- Nasser Chamed
- Benjaloud Youssouf
- Merveille Ndockyt
- Prince Oniangué
- Rabia Al Shadi
- Muaid Ellafi
- Salem Elmslaty
- Khaled Magdi
- Motasem Sabbou
- Teah Dennis
- Sam Johnson
- Nkau Lerotholi
- Sera Motebang
- Thapelo Tale
- Njiva Rakotoharimalala
- Gerald Phiri Jr.
- Patrick Phiri
- Yves Bissouma
- Salif Coulibaly
- Moussa Djenepo
- Moussa Doumbia
- Mamadou Fofana
- Moussa Marega
- Nordin Amrabat
- Khalid Boutaïb
- Fayçal Fajr
- Adama Ba
- Khassa Camara
- Moctar Sidi El Hacen
- Mohamed Soudani
- Walter Duprey St Martin
- Nelson Divrassone
- Mexer
- Zainadine Júnior
- Deon Hotto
- Benson Shilongo
- Petrus Shitembi
- Amadou Moutari
- Youssouf Oumarou
- Chidozie Awaziem
- Samuel Kalu
- Henry Onyekuru
- Moses Simon
- Thulani Hlatshwayo
- Teboho Mokoena
- Dino Ndlovu
- Tokelo Rantie
- Junior Gourrier
- Habib Habibou
- Salif Keita
- Geoffrey Kondogbia
- Djaniny
- Meddie Kagere
- Ernest Sugira
- Pape Abou Cissé
- Keita Baldé Diao
- Moussa Konaté
- Sidy Sarr
- Leroy Coralie
- Perry Monnaie
- Roddy Melanie
- Umaru Bangura
- Julius Wobay
- Abuaagla Abdalla
- Athar El Tahir
- Mohamed Musa Idris
- Mohamed Mokhtar
- Yasir Muzamil
- Leon Uso Khamis
- Robert Lopidia
- Atak Lual
- Athir Thomas
- Harramiz Soares
- Zé
- Sibonginkosi Gamedze
- Sifiso Nkambule
- Erasto Nyoni
- Aggrey Morris
- Emmanuel Adebayor
- Floyd Ayité
- Kévin Denkey
- Kodjo Fo-Doh Laba
- Anice Badri
- Syam Ben Youssef
- Patrick Kaddu
- Geoffrey Sserunkuma
- Cheick Doukouré
- Max Gradel
- Nicolas Pépé
- Jean Seri
- Lazarous Kambole
- Donashano Malama
- Stoppila Sunzu
- Ronald Pfumbidzai

### Gole samobójcze
- Omar Ngandu (dla Gabonu)
- Nicholas Opoku (dla Kenii)
- Luis Meseguer (dla Senegalu)
- Buhle Mkhwanazi (dla Nigerii)
- Kalidou Koulibaly (dla Madagaskaru)
- Hassan James (dla Gabonu)
- Jordão Diogo (dla Madagaskaru)
- Nigel Hoareau (dla Południowej Afryki)
- Teenage Hadebe (dla Demokratycznej Republiki Konga)